# Belkhir
Belkhir (àrab: بالخير, Bālẖīr) és una ciutat de Tunísia, capital de la delegació o mutamadiyya homònima, a la governació de Gafsa, situada a l'est de la ciutat de Gafsa. La delegació té una població segons el cens de 2004 de 16.980 habitants.

## Economia
Està en zona d'oasis i la població es dedica a l'agricultura.

## Administració
És el centre de la delegació o mutamadiyya homònima, amb codi geogràfic 61 60 (ISO 3166-2:TN-12), dividida en sis sectors o imades:
- El Ayaïcha (61 60 51)
- Belkhir (61 60 52)
- Et-Talh Est (61 60 53)
- Et-Talh Ouest (61 60 54)
- Jbilet Ouest (61 60 55)
- Ouled El Hadj (61 60 56)

L'11 de setembre de 2015 es va constituir en municipalitat o baladiyya (codi geogràfic 61 19) pel decret governamental núm. 2015-1267.